# Knoxia roxburghii
Knoxia roxburghii är en måreväxtart som först beskrevs av Spreng., och fick sitt nu gällande namn av M.A.Rau. Knoxia roxburghii ingår i släktet Knoxia och familjen måreväxter.

## Underarter
Arten delas in i följande underarter:
- K. r. brunonis
- K. r. roxburghii
- K. r. glauca